# サミュエル・バサロ
- サミュエル・バサーロ

サミュエル・アレクサンダー・バサロ（Samuel Alexander Basallo, 2004年8月13日 - ）は、ドミニカ共和国サントドミンゴ出身のプロ野球選手（捕手）。右投左打。MLBのボルチモア・オリオールズ傘下所属。

## 経歴
2021年1月15日にアマチュア・フリーエージェントでボルチモア・オリオールズと契約してプロ入り。傘下のドミニカン・サマーリーグ・オリオールズでプロデビューし、41試合に出場して打率.239、5本塁打、19打点を記録した。
2022年はルーキー級フロリダ・コンプレックスリーグ・オリオールズで43試合に出場して打率.279、6本塁打、32打点を記録した。
2023年はA級デルマーバ・ショアバーズで開幕を迎え、シーズン途中にA+級アバディーン・アイアンバーズへ昇格した。
2025年は、招待選手としてメジャーのスプリングトレーニングに参加し、開幕はAAA級ノーフォーク・タイズで迎え、8月17日にメジャー契約を結びアクティブ・ロースター入りした。